# Senj

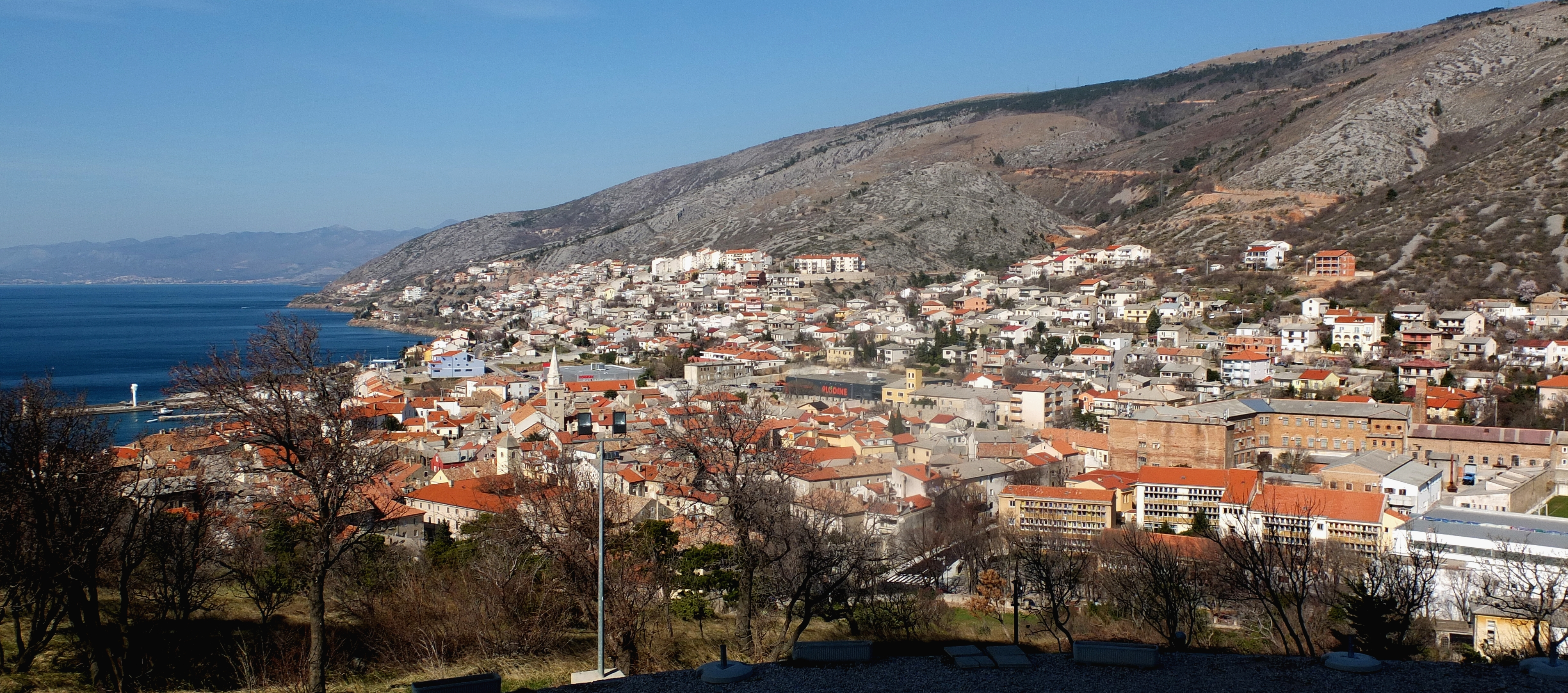
Stadtansicht von der Festung Nehaj aus gesehen

Senj [ˈsɛɲ] (lateinisch Senia oder Segnia, deutsch Zengg oder Zeng, italienisch Segna) ist eine Stadt in Kroatien, in der Gespanschaft Lika-Senj. Sie ist die älteste Stadt der oberen Adria. Das bekannteste Denkmal von Senj ist die Festung Nehaj, mittelalterliches Zentrum der Uskoken.

## Geographie
Senj bildet den größten Ballungsraum an der kroatischen Küste zwischen Rijeka und Zadar. Das Gebiet der Stadt umfasst die Küste in einer Länge von 76 km und befindet sich zwischen dem Velebitkanal und den Gebirgszügen Kapela und Velebit. Die Position der Stadt an der Ostküste des Adriatischen Meeres verbindet sie mit den Städten und Ländern des Mittelmeerraums. Straßenverbindungen existieren über die Küstenstraße mit dem Vinodol-Tal und Rijeka im Norden, mit Zadar, Split und Dalmatien im Süden sowie über den Pass Vratnik (700 m über dem Meeresspiegel) mit dem Hinterland. Letztere war der erste Abschnitt der historischen „Josephina“, die bereits von den Römern als Salzstraße genutzt wurde.
Die Stadt gehört zur katholischen Diözese Gospić-Senj der kroatischen Kirche.

## Geschichte

### Vorgeschichte
Senj besteht bereits seit über 3000 Jahren und ist somit eine der ältesten Siedlungen an der kroatischen Adriaküste. Während der Bronzezeit, oberhalb der heutigen Stadt und auf einem Hügel gelegen, befand sich eine Siedlung. Später wurde diese von Illyriern bewohnt. Zur Römerzeit war Senia ein bedeutendes Zentrum und erhielt während der Herrschaft von Octavian um etwa 35 v. Chr. den Status eines Municipium der Provinz von Liburnien. Viele zahlreiche archäologische Funde wie Reste monumentaler römischer Gebäude, Inschriften, Nekropolen und Münzen zeugen davon.
Während der Zeit der Völkerwanderung und mit dem dadurch verbundenen Einfall der Hunnen wurde die Stadt höchstwahrscheinlich geplündert und niedergebrannt. Nach dem Untergang des Weströmischen Reiches im Jahr 476 kam Senj zunächst zum Herrschaftsgebiet der Westgoten, danach gehörte die Stadt zu Byzanz und später wurde sie von den Awaren übernommen. Ab dem 6. Jahrhundert siedelten sich Kroaten in Senj und Umgebung an.

### Mittelalter
Im Gebiet von Senj und Umgebung war seit dem 10. Jahrhundert die glagolitische Schrift im Gebrauch, und die Messe wurde ausschließlich in kroatischer Sprache gehalten. Die älteste der zahlreichen glagolitischen Inschriften ist die „Tafel von Senj“ aus dem 11./12. Jahrhundert (Stadtmuseum). 
Von der Ansiedlung der Kroaten bis zum 12. Jahrhundert war Senj ein Teil der Pfarre von Gacka und im Jahr 1209 gelangte die Stadt durch Schenkung des kroatisch-ungarischen Königs Andreas II. zum Tempelorden. Im Jahr 1269 wurde die Stadt von den Templern an den König Béla IV. übergeben und am 20. Juni 1271 kam Senj durch eine Abstimmung der Stadtversammlung in den Besitz des Fürsten Vid IV. von Krk und Vinodol aus dem Geschlecht der Frankopanen.
Senj wurde im Jahr 1380 von den Venezianern angegriffen, verwüstet, niedergebrannt und gleich danach von den Frankopanen wieder aufgebaut. Kurz darauf, im Jahr 1388 erhielt es das Stadtrecht. Im Jahr 1469 wurde Senj eine freie Königsstadt und Sitz des gegründeten Kapitanats der kroatischen Militärgrenze, nachdem zuvor die Stadt von Truppen des ungarisch-kroatischen Königs Matthias Corvinus unter Führung von Blaž Podmanicki erobert wurde. Durch die immer größere Gefahr und Bedrohung der Osmanen als auch der aggressiven Expansionspolitik der Venezianer wurde die Stadt wegen der guten Lage ein wichtiger militärischer Stützpunkt.
Des Weiteren wurde in Senj in den Jahren 1493/1494 die erste glagolitische Druckerei in Kroatien gegründet. Nach der Eroberung von Klis durch die Osmanen und der Vertreibung der dort lebenden Bevölkerung siedelten sich viele Flüchtlinge in der Stadt an. Besonders in der ersten Hälfte des 16. Jahrhunderts intensivierten sich die osmanischen Eroberungszüge in diesem Gebiet, und die Uskoken hatten ab dem Jahr 1527 ihren Sitz in Senj. Die Stadt wurde weiter befestigt, die Stadtmauer weiter ausgebaut und die Festung Nehaj auf einem Hügel oberhalb der Stadt errichtet.

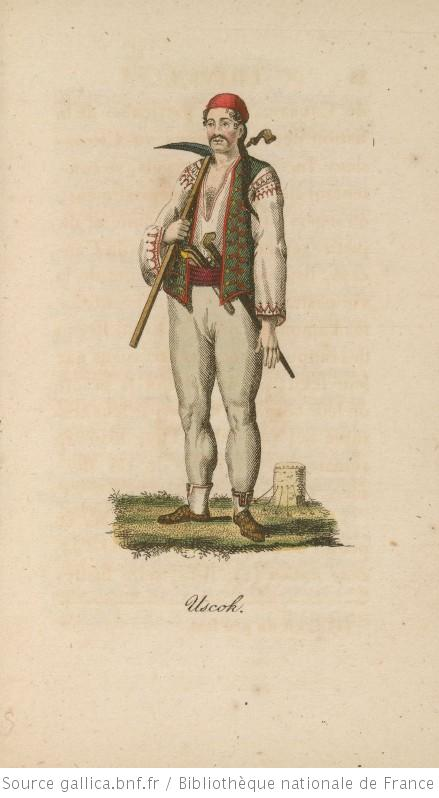
Darstellung eines Uskoken im 19. Jahrhundert

Ab der zweiten Hälfte des 16. Jahrhunderts folgte eine Welle von Raubzügen der Uskoken an der Adria. Aufgrund venezianischer Beschwerden am Wiener Hof entsandte der Grazer Hofkriegsrat im Jahr 1601 den General Joseph von Rabatta nach Senj um der Piraterie ein Ende zu setzen. Beim Versuch die Uskoken zu unterwerfen kam dieser dabei ums Leben. Zwischen der Habsburgermonarchie und der Republik Venedig brach im Jahr 1615 wegen der Uskoken der  Friauler Krieg aus der am 26. September 1617 mit dem Vertrag von Madrid endete. Dies bedeutete auch das Ende der Uskoken die im Jahr 1618 aus Senj und der Umgebung vertrieben wurden. Ab 1527 kam Kroatien mit Ungarn unter die Kontrolle des Habsburgerreiches und der römisch-deutsche Kaiser Ferdinand III. aus dem Hause Habsburg bestätigte 1640 der Stadt Senj die Stadtrechte sowie im Jahr 1652 den Status einer freien Königsstadt. 
Nach der Befreiung der Region Lika von den Osmanen im 17. Jahrhundert kam es erneut zu einem Aufschwung des Handels und der Seefahrt in Senj.

### Neuzeit
Zu Beginn des 19. Jahrhunderts, im Jahr 1809 wurde die Region von Napoleons Truppen besetzt und die Stadt kam zu den Illyrischen Provinzen, die unter französischer Verwaltung standen. Nur vier Jahre später, im Jahr 1813, wurde das Gebiet wieder von den Habsburgern besetzt und annektiert.
Die Häfen von Rijeka, Senj, Bakar und Kraljevica kämpften lange um die Bedeutung als Haupthafen gegeneinander an. Als 1873 Rijeka an das Eisenbahnnetz angeschlossen wurde, verlor Senj seine Bedeutung und den Wettbewerb – Senj wurde von der Eisenbahn umgangen. Dies führte dazu, dass der Warenverkehr großteils zum Erliegen kam und die Menschen aus Senj auswanderten. Senj baute erfolgreich eine Holzindustrie auf.
Nach Auflösung der Militärgrenze im Jahr 1881 und nach dem Ende des Ersten Weltkrieges sowie bis zum Friedensvertrag von Trianon gehörte die Stadt zum Komitat Lika-Krbava. Im Jahr 1918 wurde die Region ein Teil des neu entstandenen Staates der Slowenen, Kroaten und Serben und kurze Zeit später gehörte es zum Königreich Jugoslawien.
Am 9. Mai 1937 wurden sieben kroatische Jugendliche aus Gospić, die an einer Feier der Kroatischen Bauernpartei für den 1928 im jugoslawischen Parlament ermordeten kroatischen Bauernführer Stjepan Radić teilnehmen wollten, von königlich-jugoslawischen Gendarmen getötet. Für diese Opfer von Senj werden alljährlich in Senj und Gospić offizielle Gedenkveranstaltungen abgehalten.
Während des Zweiten Weltkrieges und nach der Kapitulation Italiens wurde Senj aufgrund seiner geostrategischen Lage zu einem der wichtigsten Häfen der damaligen Partisanenverbände. Zu dieser Zeit befand sich in der Stadt eine große Menge an Kriegsgerät und Waffen. Außerdem befanden sich im Hafen mehrere Schiffe, weshalb am 7. und 8. Oktober 1943 die Luftwaffe der deutschen Wehrmacht die Stadt und den Hafen bombardierten. Dabei wurden 30 Einheimische und 22 ausländische Staatsbürger getötet sowie etwa sechzig weitere Menschen verletzt. Schätzungen zufolge wurden fast 50 % der Stadt bis auf die Grundmauern zerstört und zahlreiche wertvolle Denkmäler gingen dabei für immer verloren. Nach dem Angriff konnten nur etwa 25 % der Gebäude weiterhin als Unterkunft genutzt werden.
Nach dem Zweiten Weltkrieg war die Stadt Teil der Republik Kroatien innerhalb der Sozialistischen föderativen Republik Jugoslawien und seit 1991 gehört Senj zur Republik Kroatien.

## Politik

### Kommunalwahlen

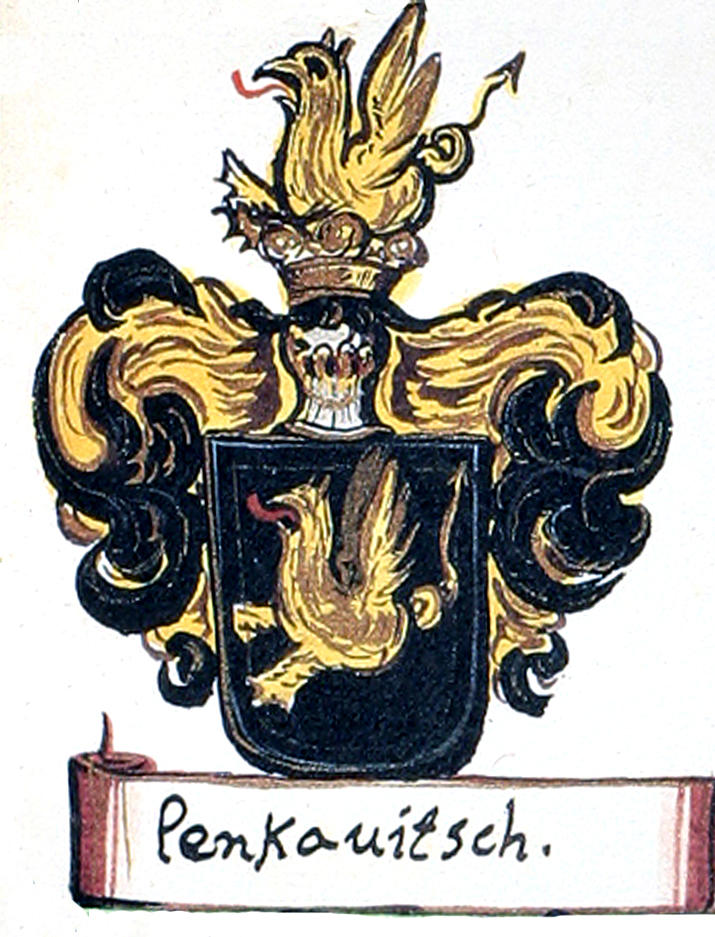
Wappen von Ivan Lenković

Bei der Kommunalwahl vom 16. Mai 2021 waren 6.258 Bürgerinnen und Bürger in Senj wahlberechtigt und aufgefordert den neuen Gemeinderat sowie den neuen Bürgermeister zu wählen, wovon 3.755 Menschen ihr Wahlrecht nutzten. Dabei gab es insgesamt 3.624 (96,54 %) gültige und 130 (3,46 %) ungültige Stimmen. Bei einer Wahlbeteiligung von 59,99 % kam es zu folgendem Ergebnis:
| Parteien und Wählergemeinschaften | Parteien und Wählergemeinschaften                                                                             | % 2021 | Stimmen 2021 | Sitze 2021 |
| HDZ / HBS / HSS                   | Hrvatska demokratska zajednica / Hrvatska bunjevačka stranka / Hrvatska seljačka stranka – Jurica Tomljanović | 55,2   | 2.002        | 8          |
| LiPO                              | LiPO – Željko Nekić                                                                                           | 23,5   | 855          | 3          |
| KLGB                              | Kandidacijska lista grupe birača – Hrvoje Bezjak                                                              | 11,2   | 406          | 1          |
| SDP                               | Socijaldemokratska partija Hrvatske – Dean Orlić                                                              | 6,2    | 226          | 1          |
| KLGB                              | Kandidacijska lista grupe birača – Krunoslav Tomljanović                                                      | 3,7    | 135          | 0          |
| Gesamt                            | Gesamt | 100    | 3624         | 13         |
| Wahlbeteiligung                   | Wahlbeteiligung                                                                                               | 59,9 % | 59,9 %       | 59,9 %     |

### Bürgermeister
Bei der Wahl des Bürgermeisters im Mai 2021 waren die Bürgerinnen und Bürger in Senj aufgerufen, ein neues Oberhaupt der Gemeinde zu wählen. Die Wahlbeteiligung lag bei 59,8 % und der ehemalige Stellvertreter des Gemeindechefs Jurica Tomljanović wurde in seinem ersten Amt mit 2.212 Stimmen (58,9 %) bestätigt.

### Städtepartnerschaften

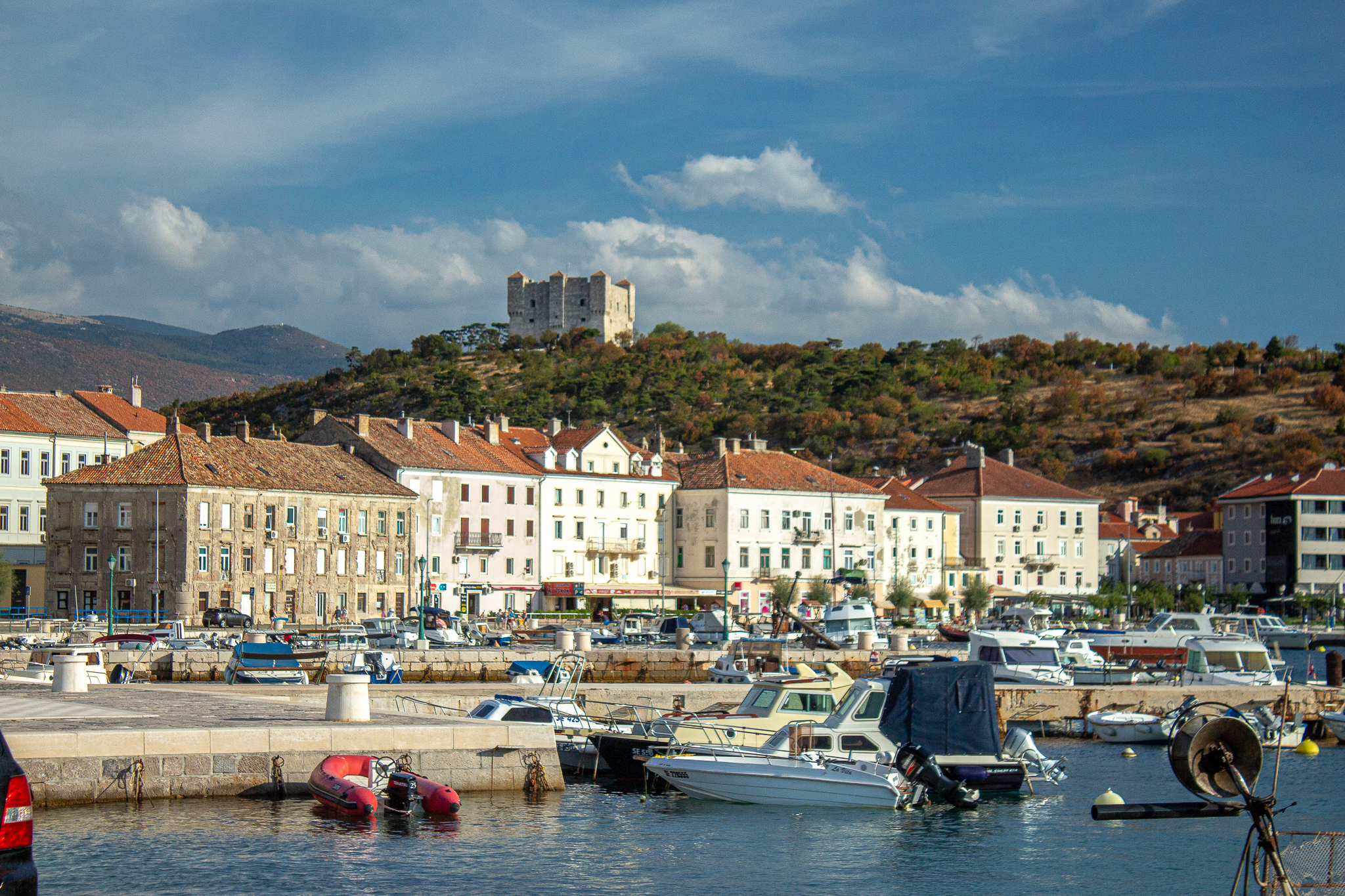
Hafen mit Blick auf die Festung
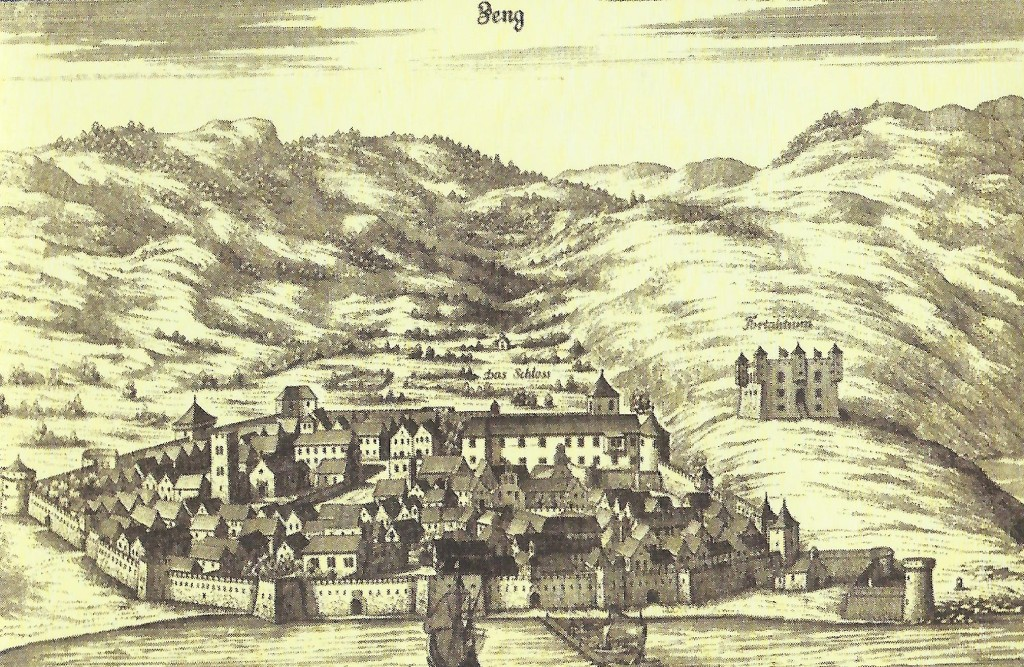
Senj im 17. Jahrhundert

Senj unterhält Städtepartnerschaften mit folgenden Städten:
- Vukovar (Kroatien), seit 1995
- Kőszeg (Ungarn), seit 1999
- Vratimov (Tschechien), seit 1999
- Sorbiers (Frankreich), seit 2000
- Wielun (Polen), seit 2001
- Senec (Slowakei), seit 2001
- Parndorf (Österreich), seit 2002
- Vrbovec (Kroatien), seit 2003
- Jastrebarsko (Kroatien), seit 2012
- Zagreb (Kroatien), seit 2017

## Bevölkerung
Nach der Volkszählung aus dem Jahre 2021 hatte die Verwaltungseinheit Stadt Senj 5973 Einwohner. Davon sind 5812 Kroaten (97,30 %), denen 161 Angehörige anderer Nationalitäten (2,70 %) gegenüberstehen.
| Bevölkerungsentwicklung | Bevölkerungsentwicklung | Bevölkerungsentwicklung | Bevölkerungsentwicklung | Bevölkerungsentwicklung | Bevölkerungsentwicklung | Bevölkerungsentwicklung | Bevölkerungsentwicklung | Bevölkerungsentwicklung | Bevölkerungsentwicklung | Bevölkerungsentwicklung | Bevölkerungsentwicklung | Bevölkerungsentwicklung | Bevölkerungsentwicklung | Bevölkerungsentwicklung | Bevölkerungsentwicklung | Bevölkerungsentwicklung | Bevölkerungsentwicklung |
| ----------------------- | ----------------------- | ----------------------- | ----------------------- | ----------------------- | ----------------------- | ----------------------- | ----------------------- | ----------------------- | ----------------------- | ----------------------- | ----------------------- | ----------------------- | ----------------------- | ----------------------- | ----------------------- | ----------------------- | ----------------------- |
| 1857                    | 1869                    | 1880                    | 1890                    | 1900                    | 1910                    | 1921                    | 1931                    | 1948                    | 1953                    | 1961                    | 1971                    | 1981                    | 1991                    | 2001                    | 2011                    | 2021                    |                         |
| 13268                   | 15295                   | 14782                   | 14852                   | 15857                   | 16713                   | 14963                   | 14572                   | 13289                   | 12953                   | 12235                   | 10399                   | 9582                    | 9205                    | 8132                    | 7182                    | 5973                    |                         |

## Sehenswürdigkeiten
- Die Festung Nehaj wurde auf dem gleichnamigen Berg im Jahr 1558 von Ivan Lenković erbaut und ist eine von mehreren sehr gut erhaltenen Festungsanlagen in Kroatien. Die Anlage wurde in einer damals strategisch wichtigen Lage erbaut und enthält typische Elemente einer Festungsanlage wie einen Aussichtspunkt, mehrere Türme, zwei Meter dicke Mauern, ein Schießscharten System sowie ein Portal mit Flaschenzug für eine Kettenbrücke und einen Brunnen im Hof. Die Anlage verfügt über einen quadratischen Grundriss mit einer Seitenlänge von 23,5 Meter und eine Höhe von 18 Meter. In den drei Wehrgeschossen sind etwa 100 Schießscharten für Handfeuerwaffen sowie elf Geschützscharten vorhanden. Des Weiteren befinden sich im zweiten Geschoss und auf der Dachplattform an vier Ecken Halbtürme. Im Inneren des Bauwerkes befindet sich außerdem ein teils überdachter Innenhof.[18]
- Das Kastell Ožegovićianum befindet sich auf der Ostseite des Cilnica-Platzes der Stadt und wurde bereits in der Hälfte des 13. Jahrhunderts erbaut. Bei dem Gebäude der Frankopanen handelt sich um einen vierflügeligen, zweigeschossigen Bau mit Innenhof und drei Ecktürmen. In den Jahren 1763 und 1896 wurden an dem Bauwerk Renovierungsarbeiten durchgeführt und heute ist es eines der bedeutendsten Denkmäler der Stadt Senj.[19]
- Der Vukasović-Palast wurde zwischen dem 14. und 15. Jahrhundert als repräsentatives Wohngebäude der Familie Vukasović aus Senj mit Stilelementen der Gotik und Renaissance erbaut. Das Gebäude hat einen unregelmäßigen Grundriss mit einem Innenhof, einer Außentreppe und einer eigenen Zisterne. Der repräsentativste Teil des Palastes hat bis heute die ursprüngliche gotische Struktur bewahrt. Heute befindet sich das Stadtmuseum in dem Bauwerk.[20]
- Die Kirche der heiligen Maria befindet sich im Schriftstellerpark in der Nähe des Stadtzentrums von Senj. Bei dem Gebäude handelt sich um einen einschiffigen Bau mit einem langgestreckten Kirchenschiff, einer Sakristei im Norden neben dem Heiligtum und einem Glockenturm an der Hauptfassade. Das Kirchenschiff ist mit einem Holztäfelchen überwölbt und der Altarraum mit einem Tonnengewölbe ausgestattet. Erstmals erwähnt wurde sie in einer Urkunde des ungarischen Königs Matthias Corvinus aus dem Jahr 1489. Ihr heutiges Erscheinungsbild erhielt sie während der Renovierungsarbeiten Mitte des 18. Jahrhunderts im Stil des Barock. Die Kirche verfügt über ein wertvolles und interessantes spätbarockes Inventar, überwiegend aus der zweiten Hälfte des 18. und dem Beginn des 19. Jahrhunderts.[21]

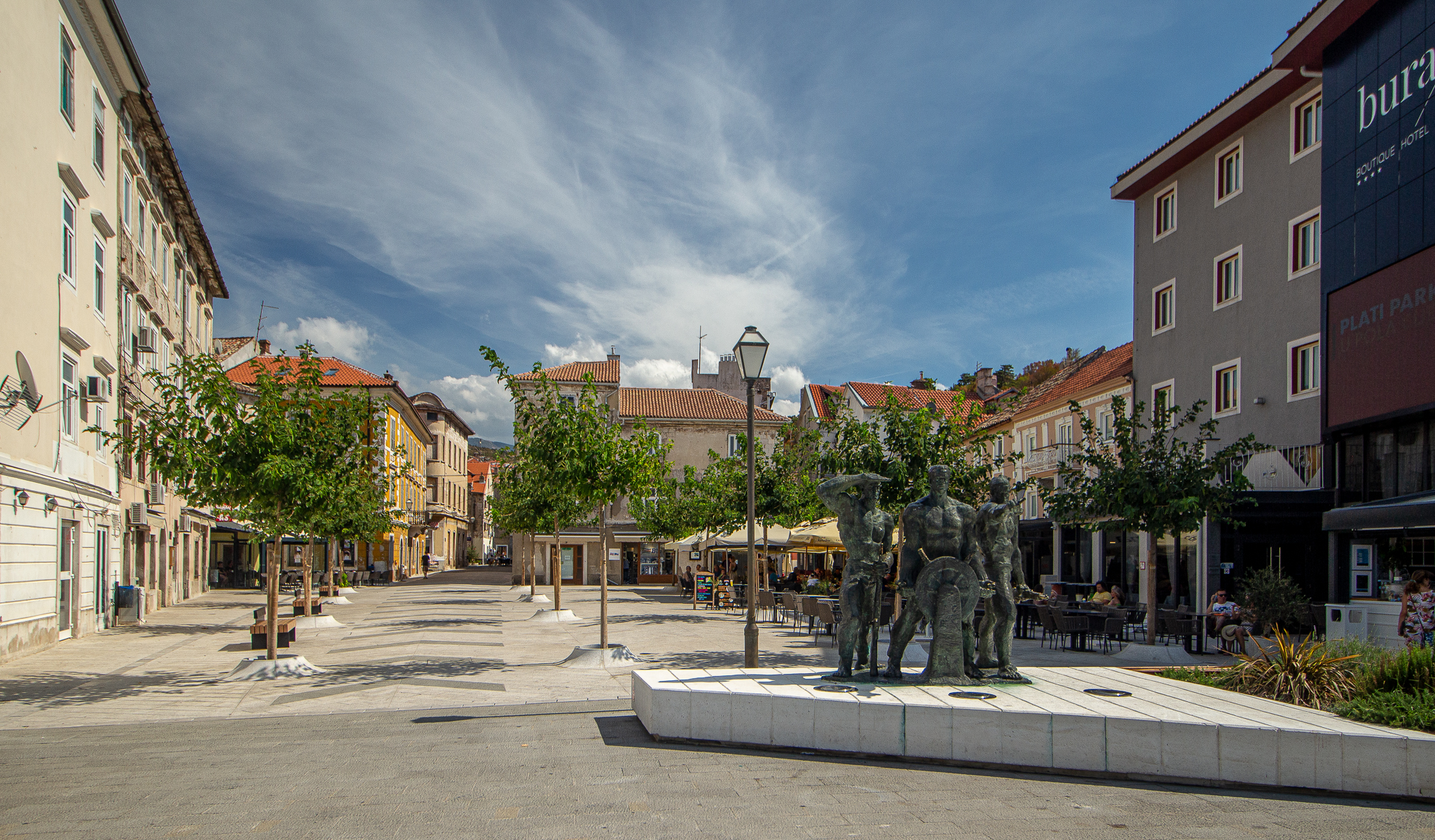
Pavlinski-Platz in der Innenstadt
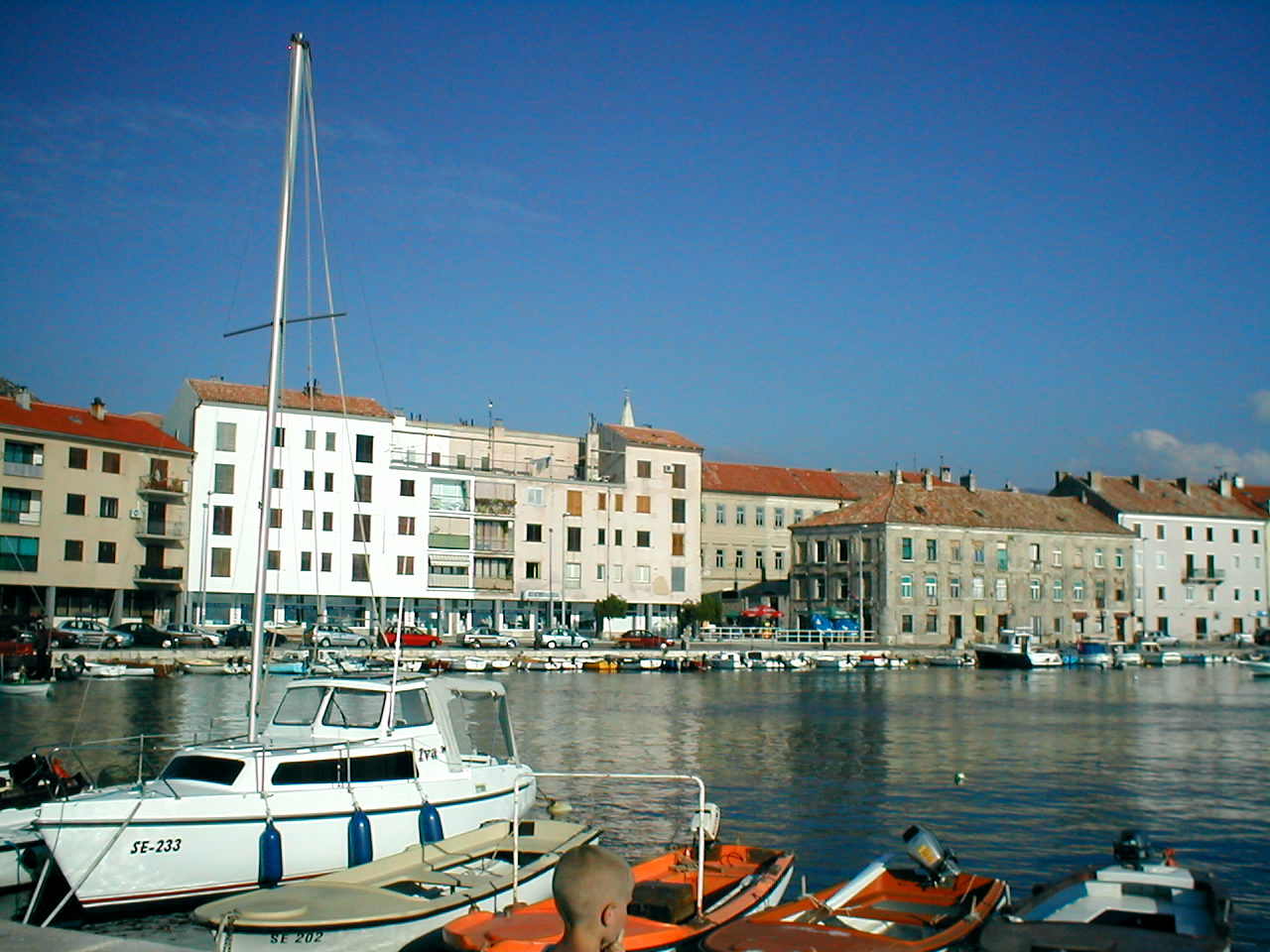
Blick über den Hafen von Senj
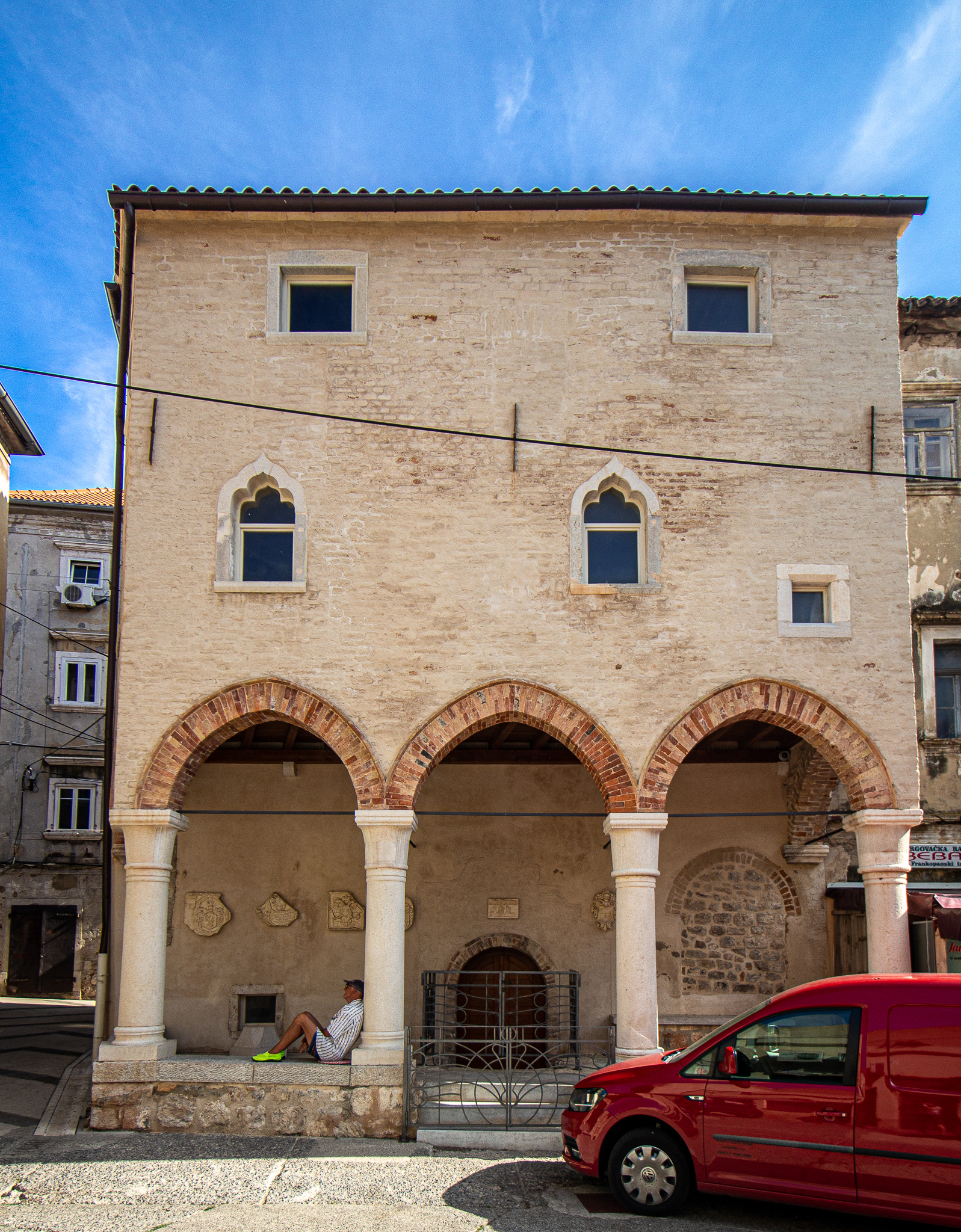
Stadtloggia
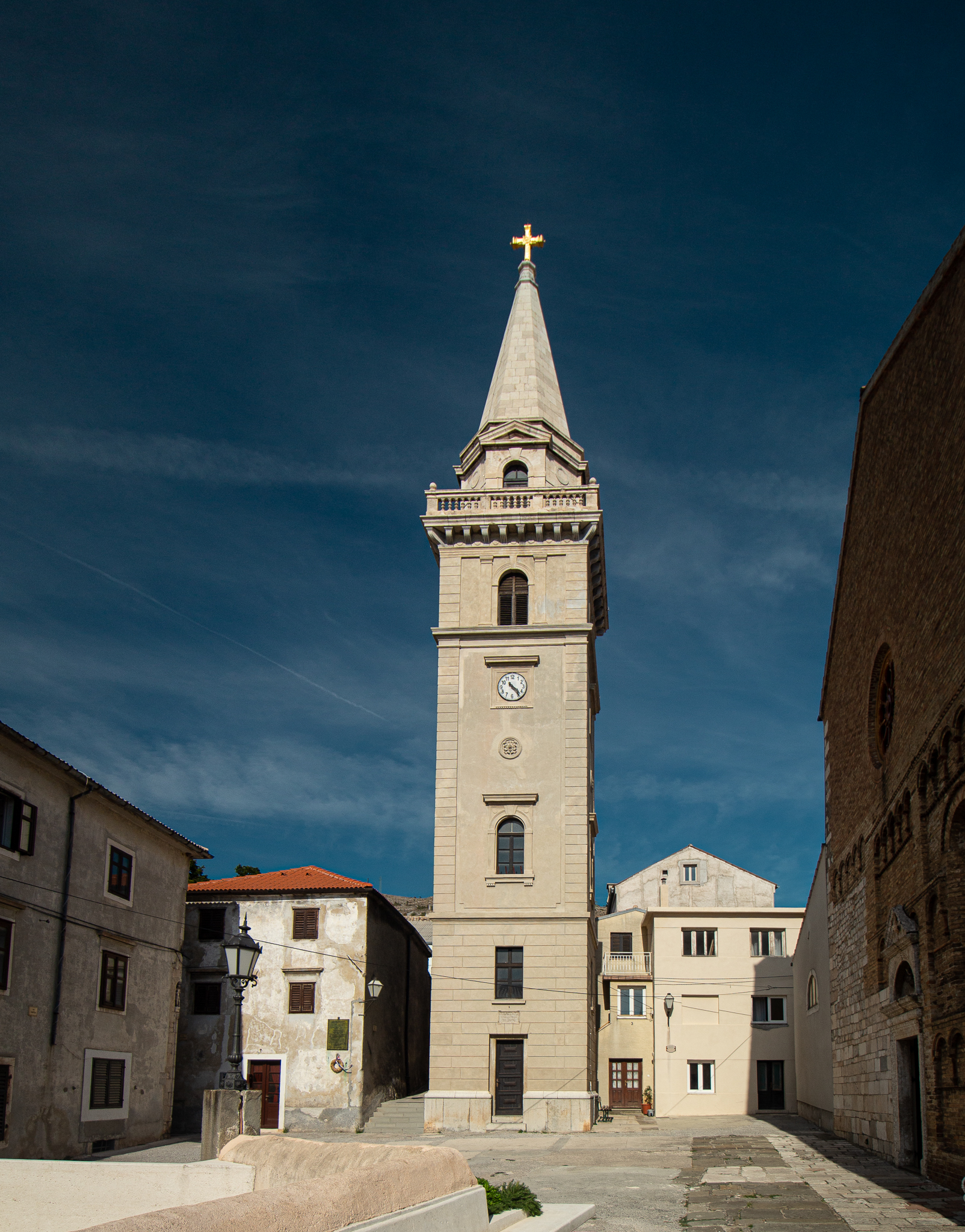
Romanische Kathedrale
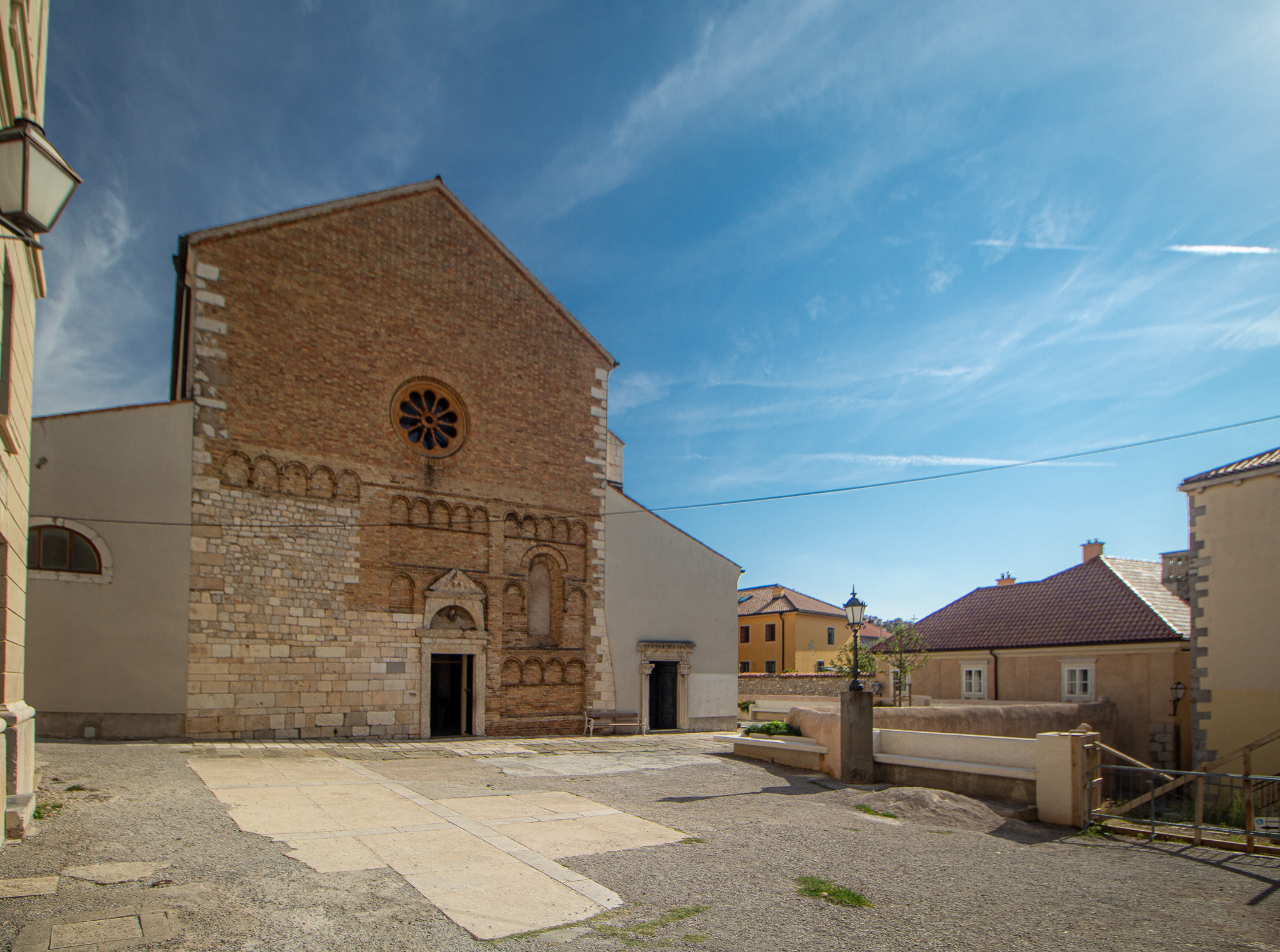
Rückseite der Kathedrale
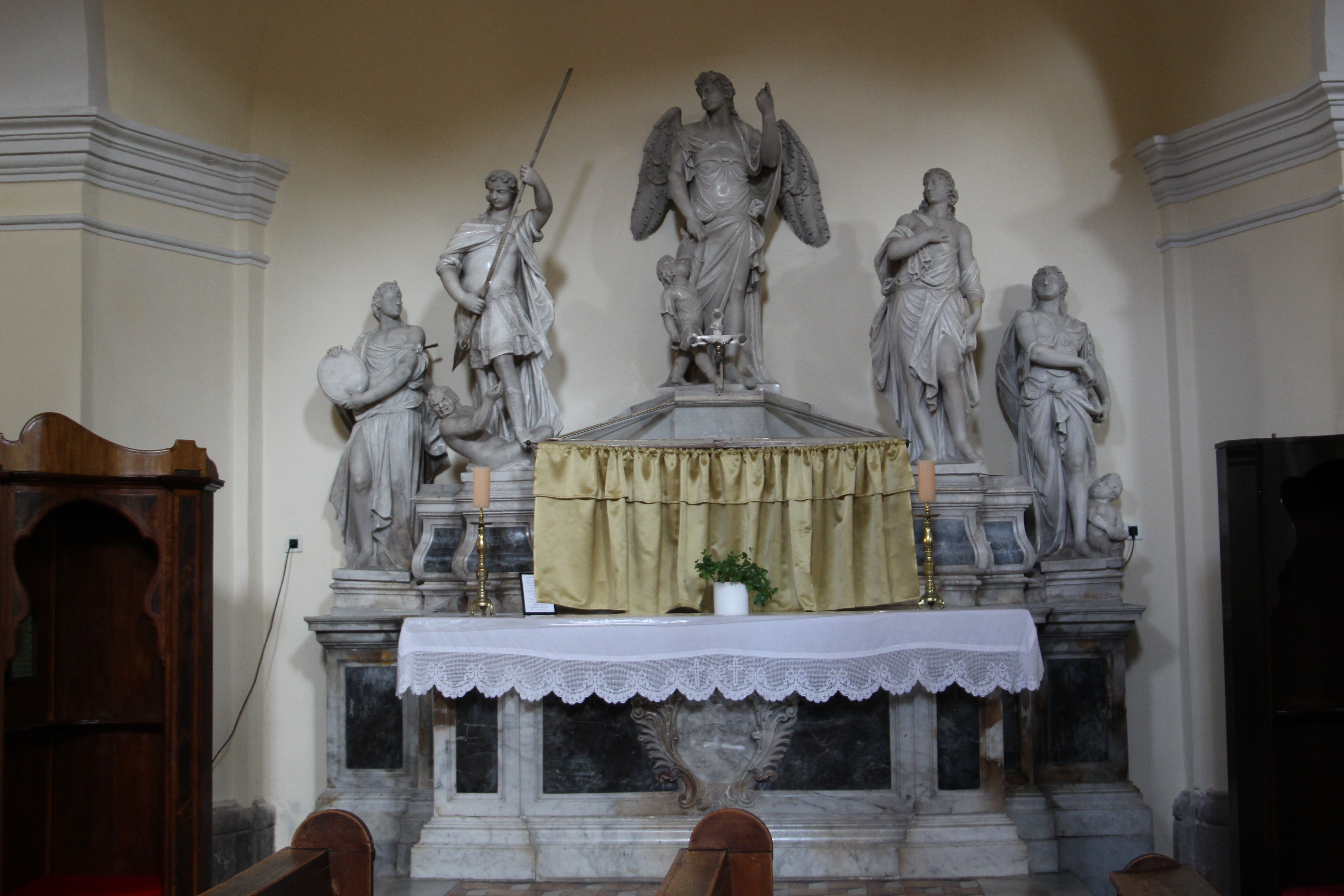
Altar in der Kathedrale
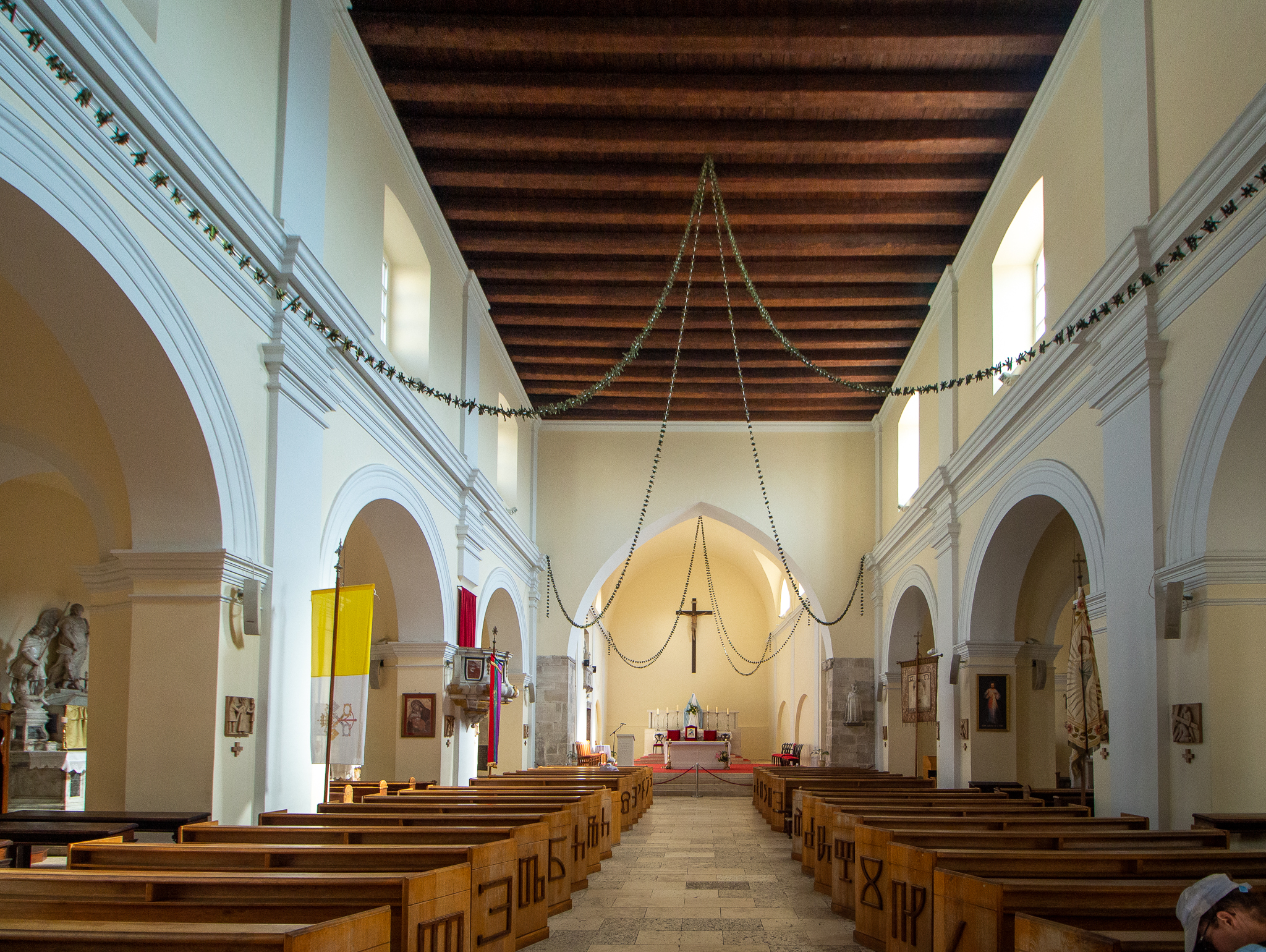
Innenansicht der Kathedrale
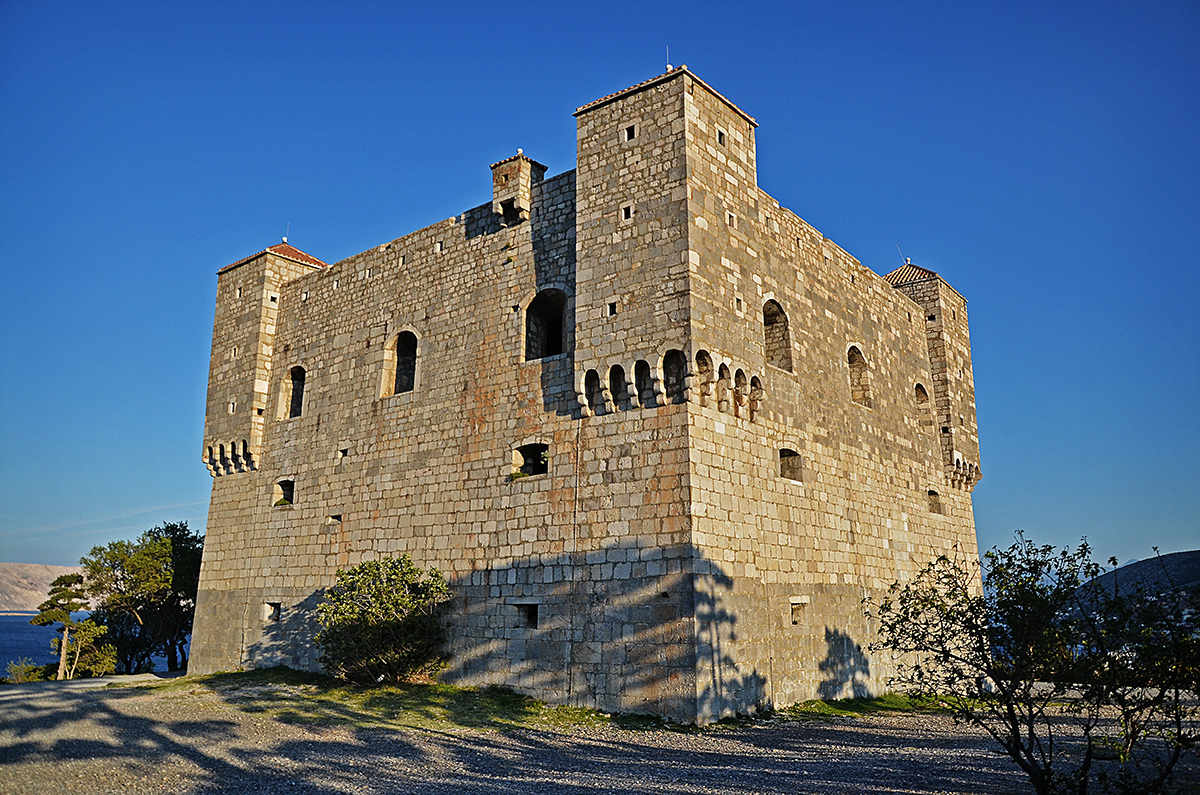
Festung Nehaj

- Die Kirche des heiligen Martin trägt eine glagolitische Inschrift aus dem Jahr 1330, vermutlich auch das Baujahr und ist ein einschiffiges Gebäude ohne Apsis mit teilweise geschlossenem Turm und einer Pferdeglocke an der Vorderseite. Das Gotteshaus wurde auf den Fundamenten einer vorherigen Kirche errichtet. Sie liegt nordwestlich der Stadt und ist eine der ältesten erhaltenen Kirchen in Senj.[22]
- Stadtmauer mit den Türmen Lipica und Leo X.
- Die romanische Kathedrale wurde im Jahr 1271 zum ersten Mal erwähnt und ist ein dreischiffiges Gebäude mit rechteckiger Apsis am Cimiter-Platz. Aufgrund der erhaltenen Stilmerkmale handelt es sich bei dem Gotteshaus um einen frühromanischen Bau, der in den folgenden Jahrhunderten mehrfach renoviert wurde. Im 18. Jahrhundert wurden die Seitenschiffe angebaut, so dass die Kathedrale ihr heutiges Aussehen erhielt.[23]
- Denkmal des 45. Breitengrades
- Vom ehemaligen Renaissancepalast ist im heutigen Petrovski-Haus der innere und sogenannte „Löwenhof“ aus dem 15. Jahrhundert erhalten geblieben. Dieser besteht aus Säulen, Bögen sowie einem Korridor im ersten Stock, der über einen äußeren Treppenaufgang zugänglich ist. Die Nordseite des Hofes ist mit reich profilierten Säulen, Kapitellen und Bögen versehen, während sich auf der Westseite eine mit Muscheln verzierte Steintreppe befindet.[24]

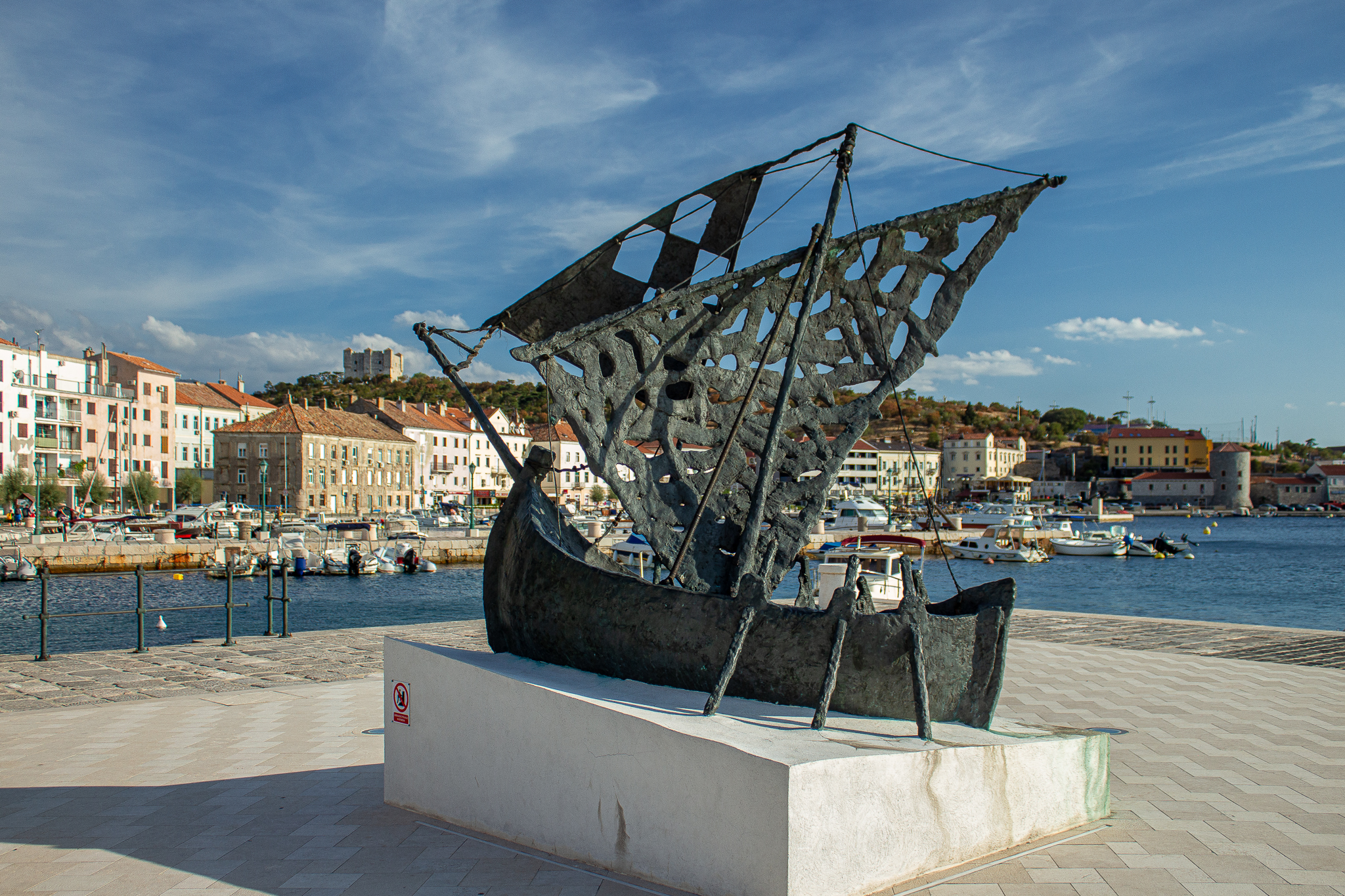
Denkmal der Senjer Schifffahrt
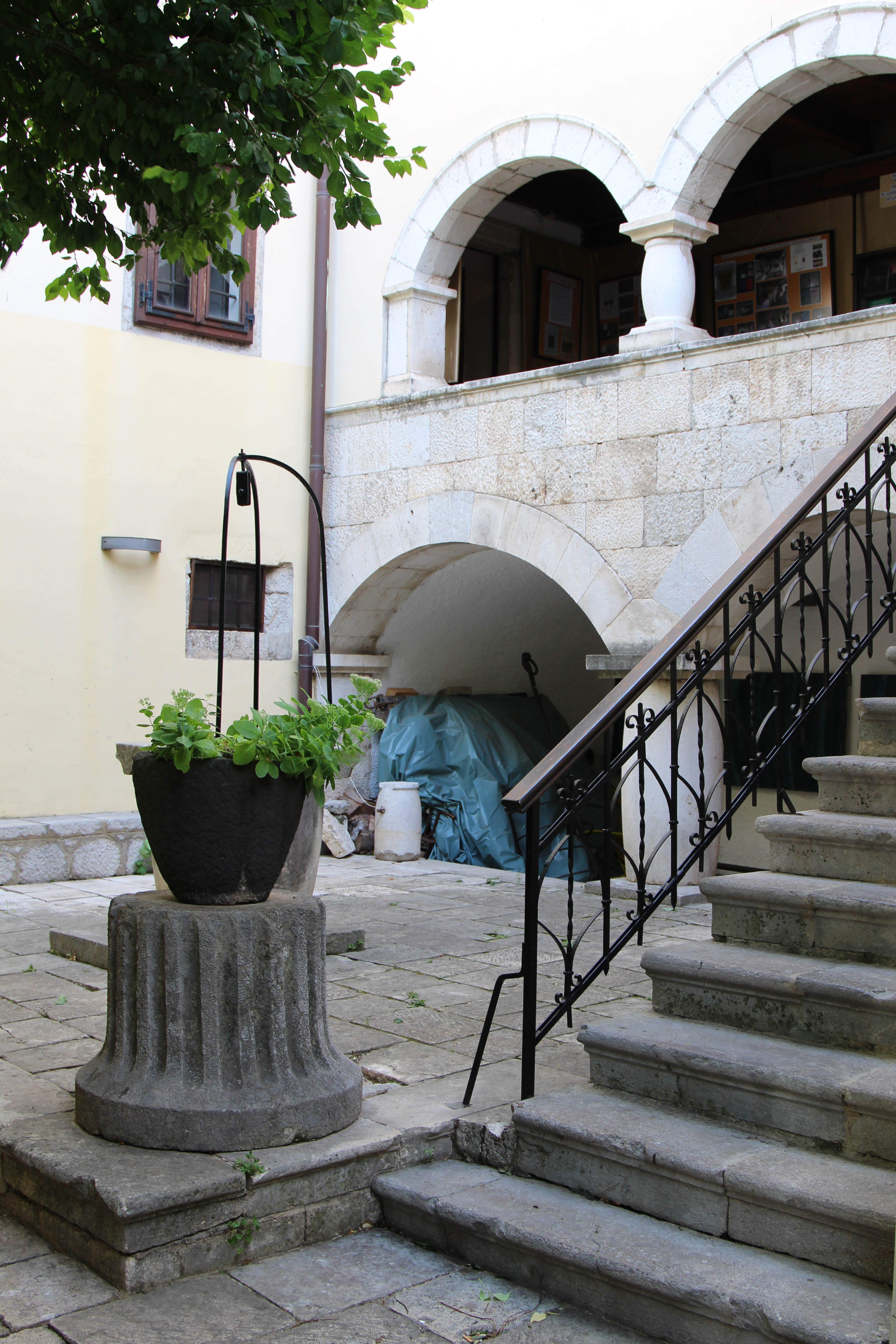
Vukasović-Palast und Stadtmuseum
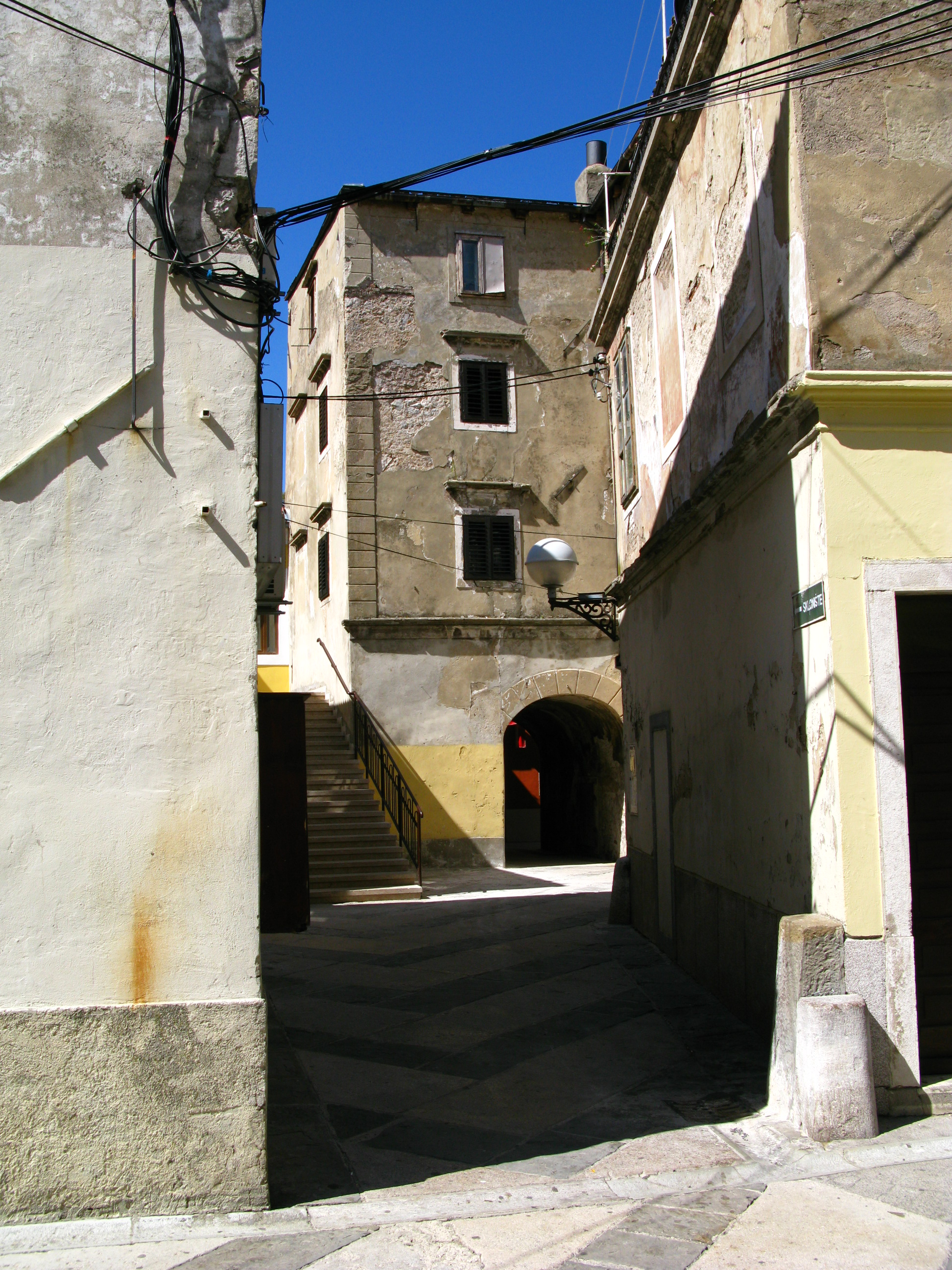
Gasse in der Altstadt
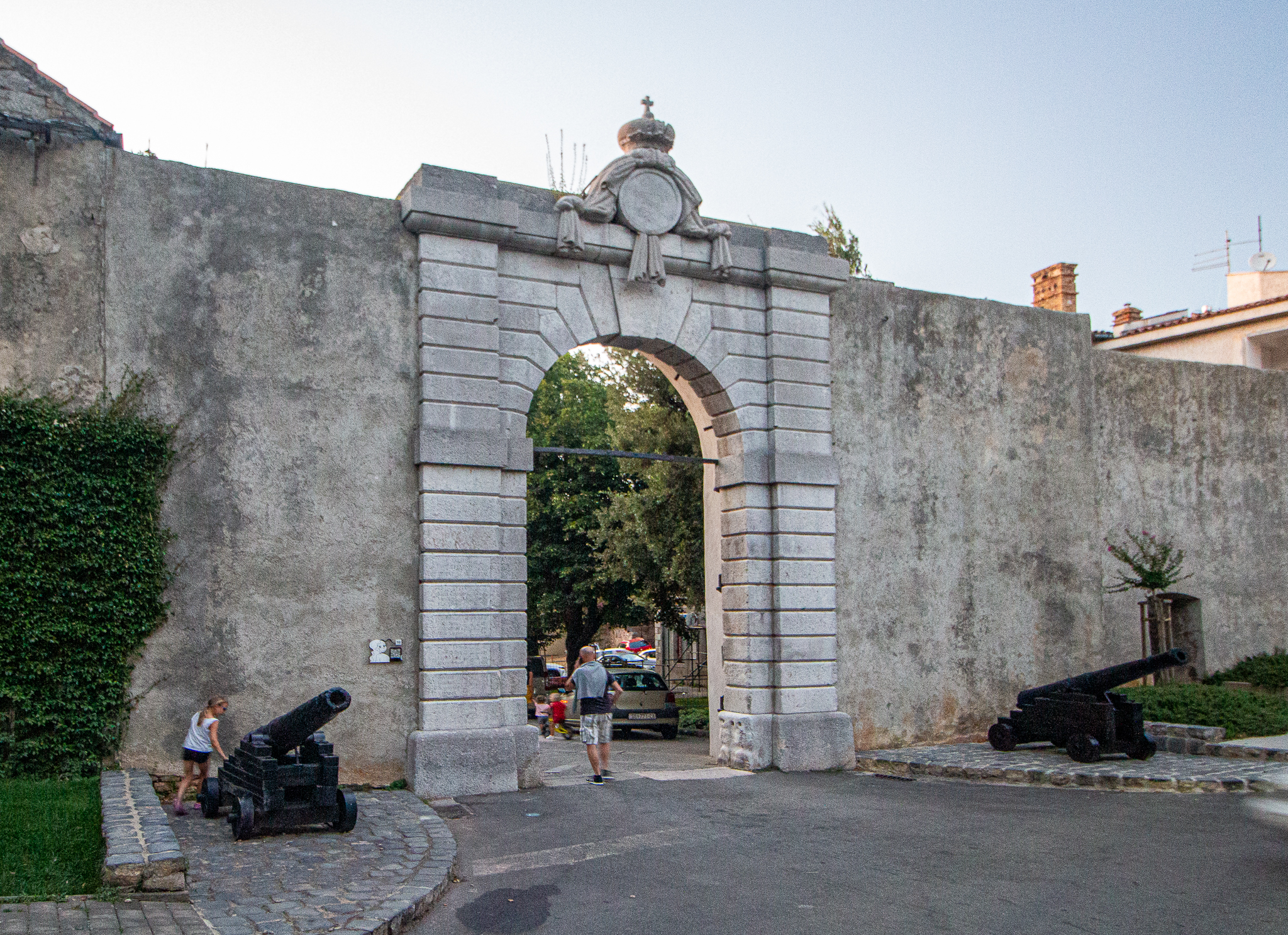
Stadttor
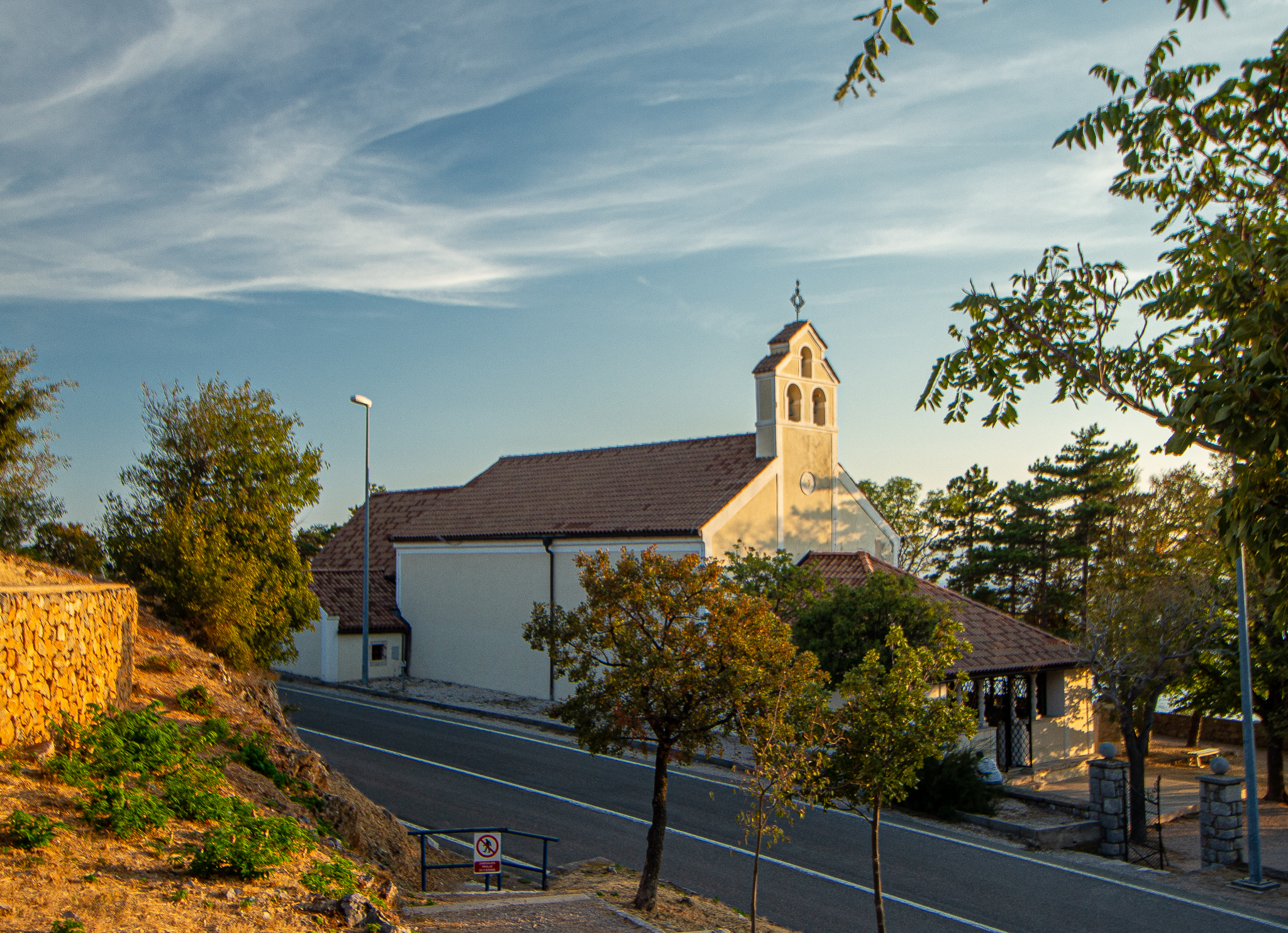
Kirche der heiligen Maria
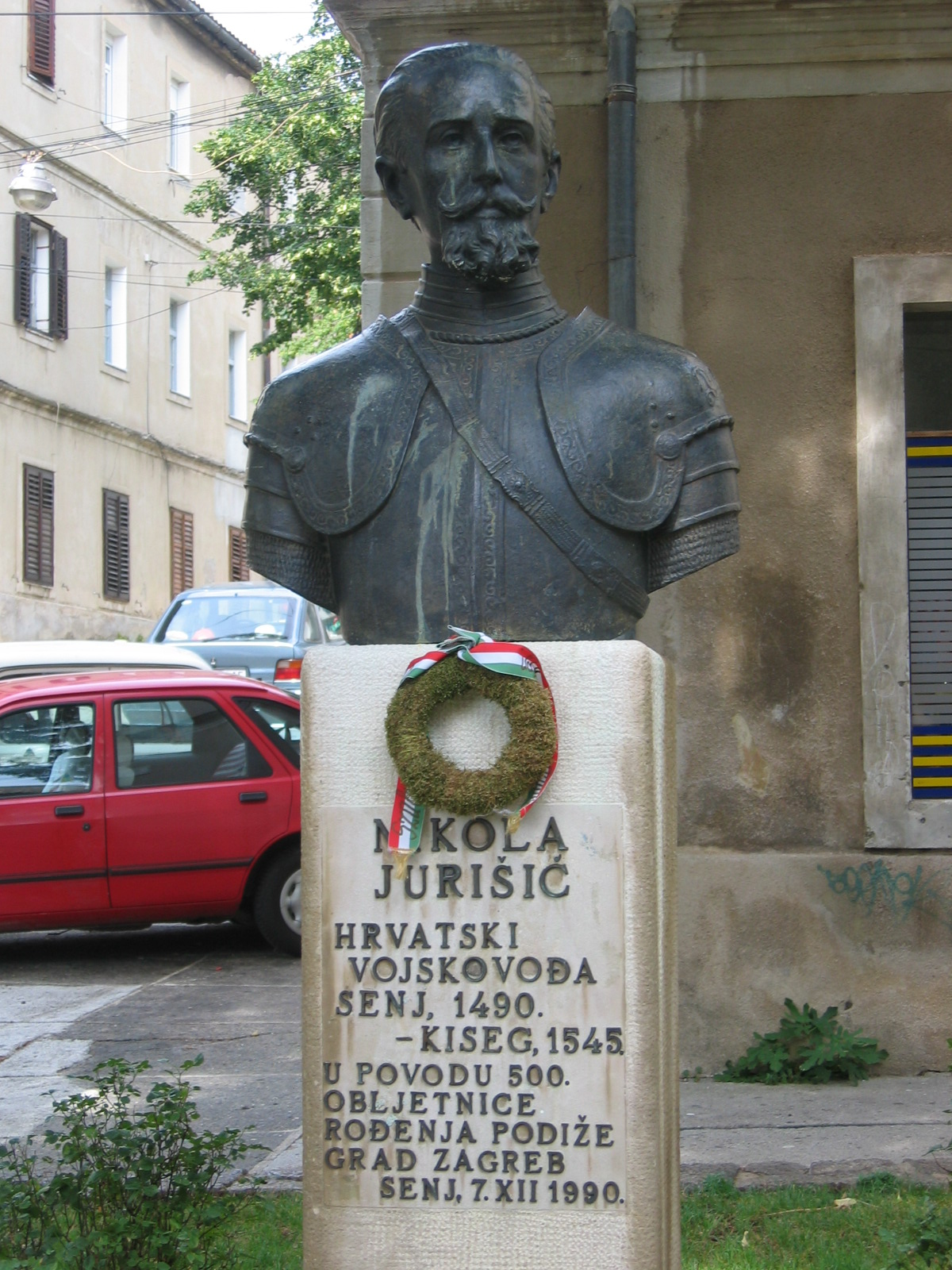
Statue von Nikola Jurišić
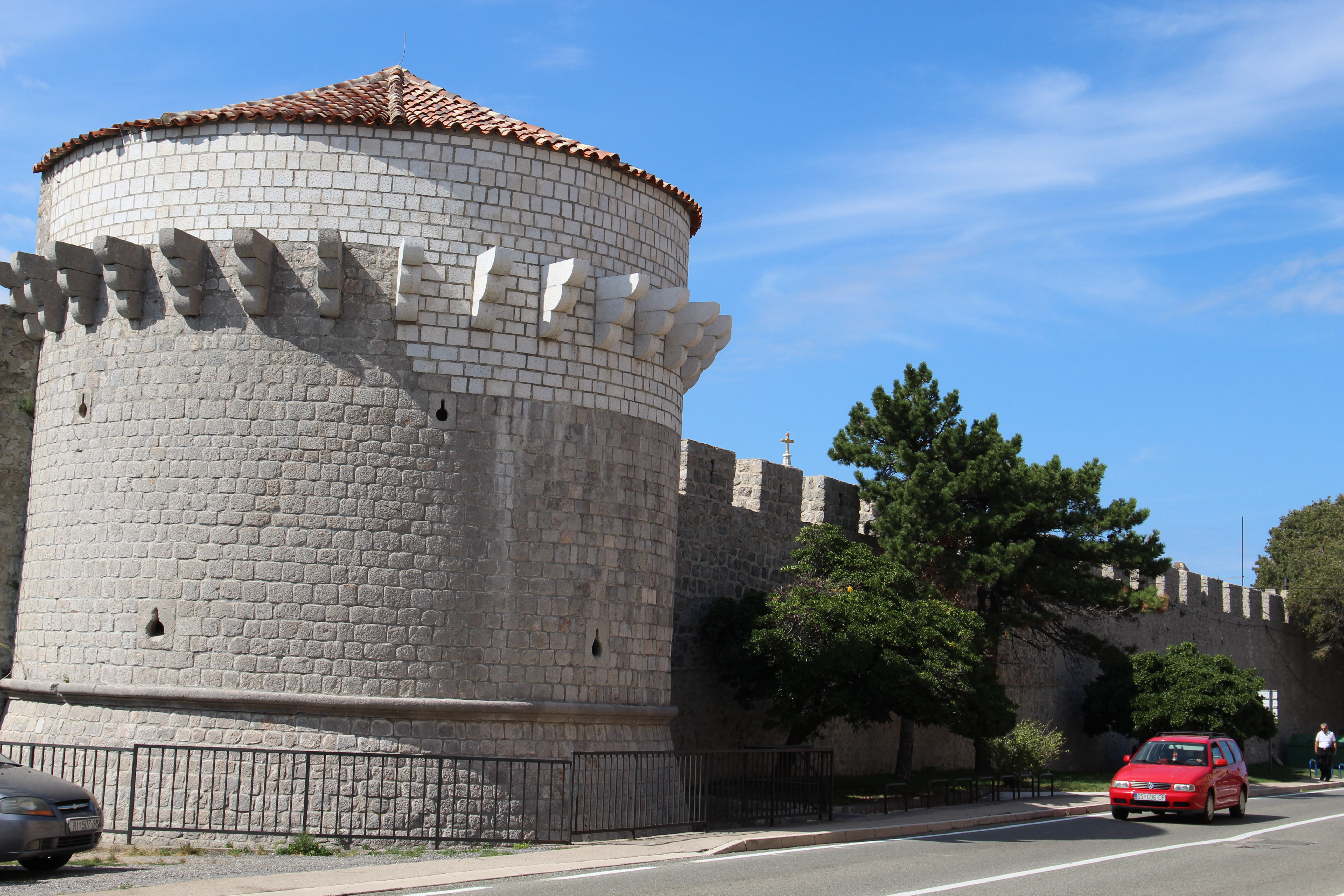
Wehrturm mit Stadtmauer
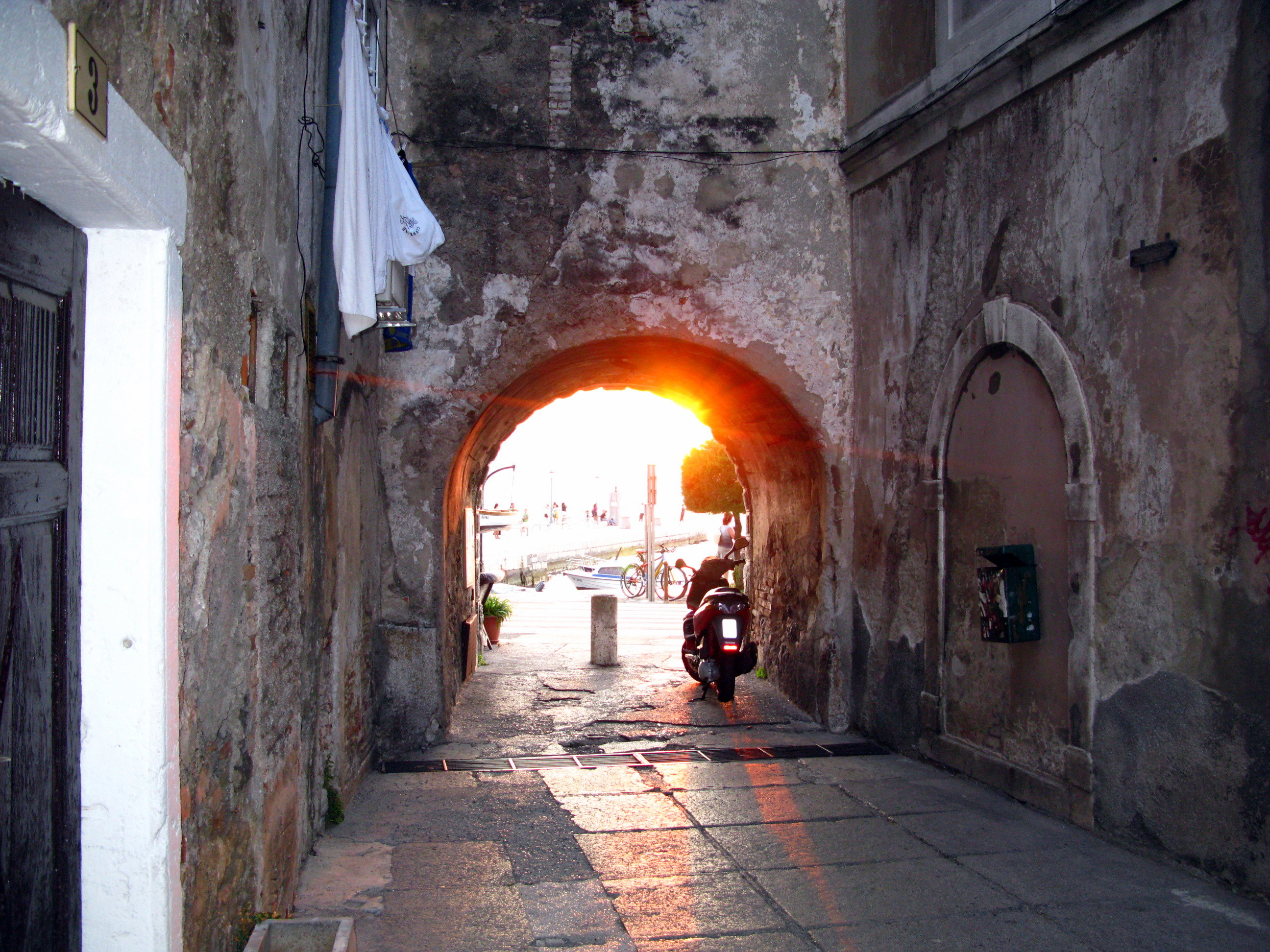
Zugang zum Hafen

- Die Stadtloggia aus dem 13. Jahrhundert in Senj ist ein frühgotisches Gebäude mit einer Veranda im Erdgeschoss sowie zwei weiteren Etagen und befindet sich im Zentrum der Stadt. Das Gebäude blieb in seiner ursprünglichen Form bis zum Ende des 17. Jahrhunderts erhalten. Später wurden umfangreiche Renovierungsarbeiten und Umbaumaßnahmen durchgeführt die bis ins 20. Jahrhundert andauerten. Zum ersten Mal wird das Bauwerk im Jahr 1388 schriftlich erwähnt und gehört laut historischen Quellen zu den ältesten Logen  an der Adriaküste.[25]

## Wirtschaft
Für die heutige Stadt Senj ist der Tourismus immer wichtiger geworden.

## Sonstiges
Im Jahr 1979 wurde hier in der Stadt und Umgebung die bekannte Kinder- und Jugendserie Die rote Zora und ihre Bande nach dem gleichnamigen Roman von Kurt Held gedreht.

## Bekannte Personen
Viele Persönlichkeiten der kroatischen Geschichte, die nicht nur für das Leben und die Kultur dieser Stadt, sondern für das gesamte kroatische Volk von Bedeutung sind, wurden hier geboren; oder aber sie kamen während ihrer Schulzeit nach Senj: Das hiesige Gymnasium gilt seit seiner Gründung als das beste und bekannteste Gymnasium in ganz Kroatien.

### Bekannte Personen, die in Senj geboren sind

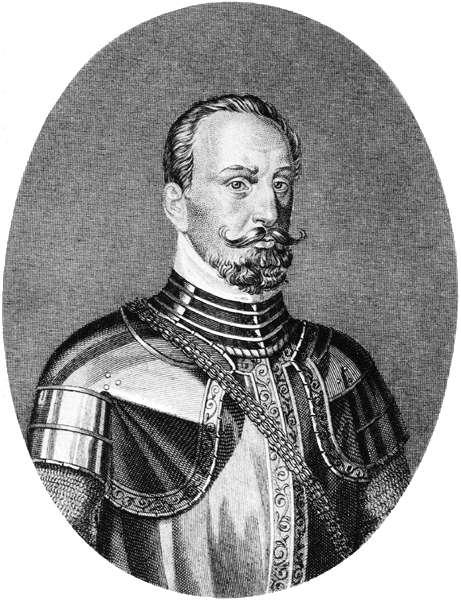
Nikola Jurišić
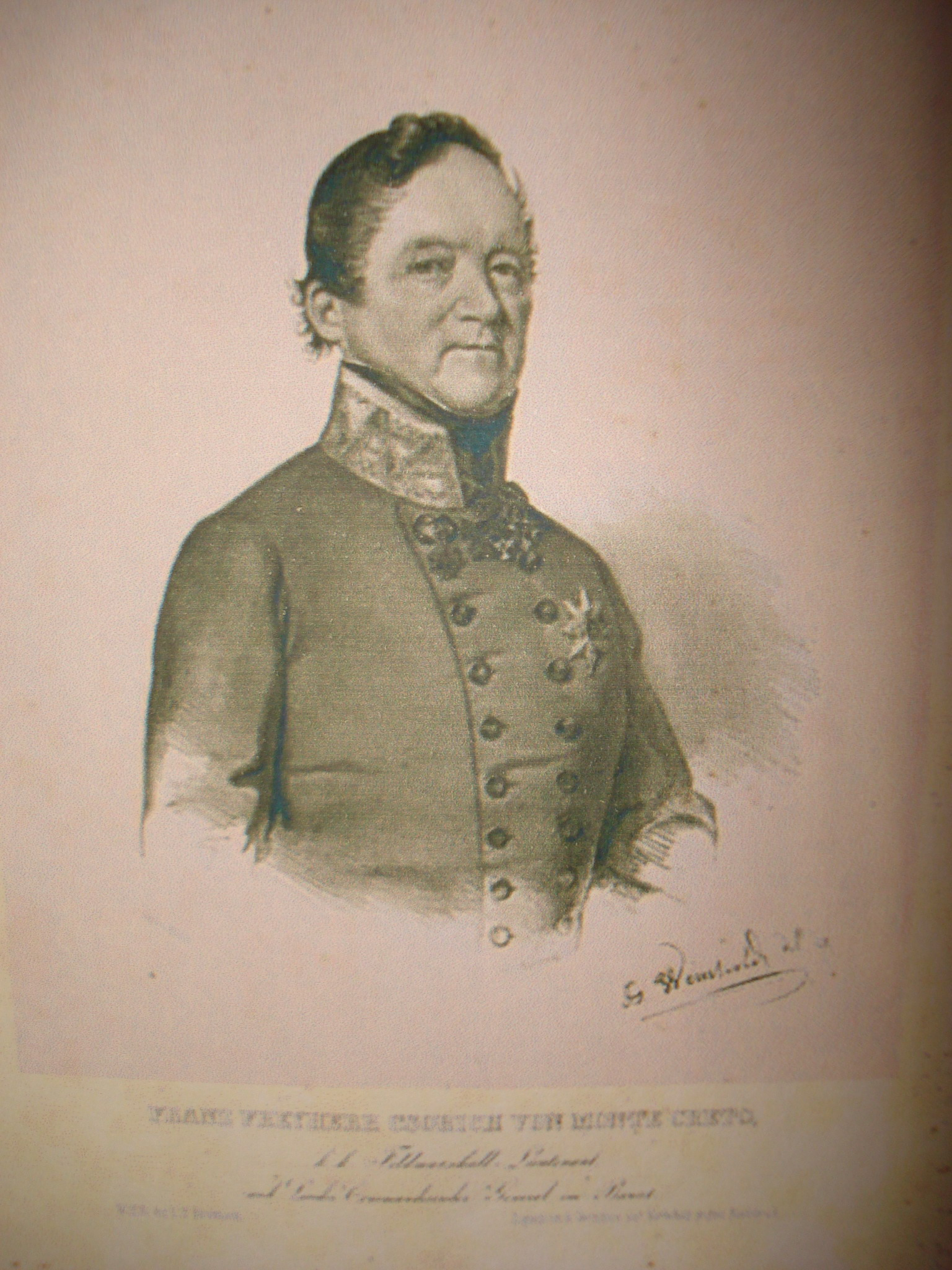
Alexander Franz Freiherr Csorich von Monte Creto
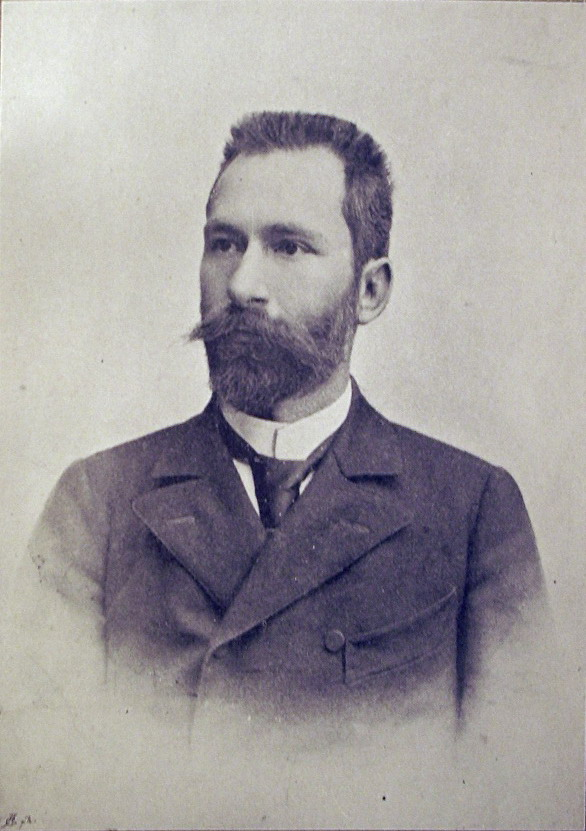
Vjenceslav Novak

- Nikola Jurišić (1490–1545), Heeresführer
- Paul Ritter Vitezović (1652–1713), Polyhistor, Schriftsteller, Drucker
- Ivan Paskvić (1754–1829), Astronom, Mathematiker
- Alexander Franz Freiherr Csorich von Monte Creto (1772–1847), österreichischer Feldmarschallleutnant
- Angelo Somazzi (1803–1892), Politiker und Journalist
- Vjenceslav Novak (1859–1905), Schriftsteller und Organist
- Silvije Strahimir Kranjčević (1865–1908), Schriftsteller
- Milutin Cihlar Nehajev (1880–1931), Schriftsteller
- Milan Moguš (1927–2017), Philologe
- Ivan Đalma Marković (1928–2006), Fußballtrainer und -spieler
- Tomislav Rogić (* 1965), römisch-katholischer Geistlicher, Bischof von Šibenik
- Dario Dabac (* 1978), Fußballspieler und -trainer
- Sandra Šarić (* 1984), Taekwondokämpferin
- Mirko Ožegović Barlabaševački, Bischof von Senj und Modruš, Wohltäter von Senj, Wiedererbauer des Gymnasiums von Senj
- Ante Glavičić, Historiker

### Bekannte Personen, die in Senj ihre Ausbildung gemacht haben
- Eugen Kvaternik (1825–1871), Politiker, Schriftsteller und Revolutionär
- Ante Starčević (1823–1896), Politiker, Publizist, Autor und Mitbegründer der Kroatischen Partei des Rechts
- Janko Polić Kamov, Schriftsteller
- Franjo Rački (1828–1894), Theologe, Historiker und Politiker

## Senj in der Literatur
In Kroatischer und auch in deutschsprachiger Literatur gab es verschiedene Schriftsteller, die Werke über Senj geschrieben haben – von Romanen bis hin zu wissenschaftlichen Werken.
- Čuvaj se senjske ruke (Nimm dich in acht vor der Senjer Hand, oder auch Die Piraten von Senj) von August Šenoa aus dem Jahr 1876.
- Posljednji Stipančići (Die letzten Stipančići) von Vjenceslav Novak aus dem Jahr 1899.
- Die rote Zora und ihre Bande von Kurt Kläber aus dem Jahr 1941, veröffentlicht unter dem Pseudonym Kurt Held. Die Geschichte des kleinen Mädchens, das sich mit einer Kinderbande in der Uskoken-Burg Festung Nehaj von Senj versteckt und die Bürger der Stadt ärgert, enthält viele genaue Ortsbeschreibungen. Die Fernsehserie dazu wurde an Originalschauplätzen vor Ort gedreht.